# Федосов Павло Ігорович
Павло́ І́горович Федо́сов (нар. 14 серпня 1996, Чернігів, Україна) — український футболіст, нападник вінницької «Ниви». Відомий завдяки виступам у складі київського «Арсенала», білоцерківського «Арсенала-Київщина» та футбольного клубу «Рига».

## Життєпис
Вихованець ДЮСШ «Юність» (Чернігів), кольори якої у чемпіонаті ДЮФЛУ захищав протягом 2009—2013 років. У липні 2013 року спробував свої сили у київському «Динамо», однак вже за два місяці перейшов до клубу «ЮСБ», що виступав у аматорському чемпіонаті України та чемпіонаті Чернігівської області. Першу половину 2014 року провів у ФК «Полісся-Юність» з Добрянки.
На професійному рівні дебютував 26 липня 2014 року в матчі білоцерківського «Арсенала-Київщина» з «Шахтарем-3». Загалом протягом 2014—2015 років провів у складі білоцерківського клубу 38 матчів та відзначився 5 забитими м'ячами у чемпіонатах України.
На початку 2016 року перейшов до латвійської «Риги» на правах вільного агента. Відіграв за новий клуб лише у 4 матчах, після чого опинився в оренді у футбольному клубі «Суми». В лютому 2017 року знову ж таки на орендних засадах перейшов до лав київського «Арсенала».